# Ana a Danemarcei
Ana a Danemarcei (n. 12 decembrie 1574 – d. 2 martie 1619) a fost regină a Scoției, a Angliei și a Irlandei ca soție a regelui Iacob I al Angliei.
A doua fiică a regelui Frederick al II-lea al Danemarcei, Ana s-a căsătorit cu Iacob în 1589 la vârsta de paisprezece ani și a avut patru copii.

## Copilăria
Ana s-a născut la castelul Skanderborg în Danemarca. Nașterea ei a fost o lovitură pentru tatăl său, regele Frederick al II-lea al Danemarcei, care spera un moștenitor. Totuși, trei ani mai târziu, mama Anei, Sofia de Mecklenburg, l-a născut pe viitorul Christian al IV-lea al Danemarcei. Ana împreună cu sora ei mai mare Elizabeth, a fost trimisă în Germania, la Güstrow, la bunicii materni, ducele și ducesa de Mecklenburg. În comparație cu curtea daneză, Güstrow i-a oferit Anei un mediu modest și stabil. De asemenea, și fratele lor Christian a fost trimis la Güstrow însă doi ani mai târziu, în 1579 Consiliul danez a cerut întoarcerea lui în Danemarca și împreună cu el s-au întors și Ana și Elizabeth.
Ana s-a bucurat de o familie apropiată și fericită în Danemarca, datorită în mare măsură reginei Sophie, care și-a îngrijit copiii în timpul bolilor. Pețitori din toată Europa se uitau înspre Ana și sora ei mai mare, inclusiv Iacob al VI-lea al Scoției, care a favorizat Danemarca ca un regat reformat și un partener de tranzacții profitabile.
Inițial, ambasadorii scoțieni s-au concentrat asupra fiicei mai mari, însă Frederic a logodit-o pe Elisabeta cu Henry Julius, Duce de Brunswick, promițând scoțienilor a doua fiică a sa, Ana.

## Căsătorie

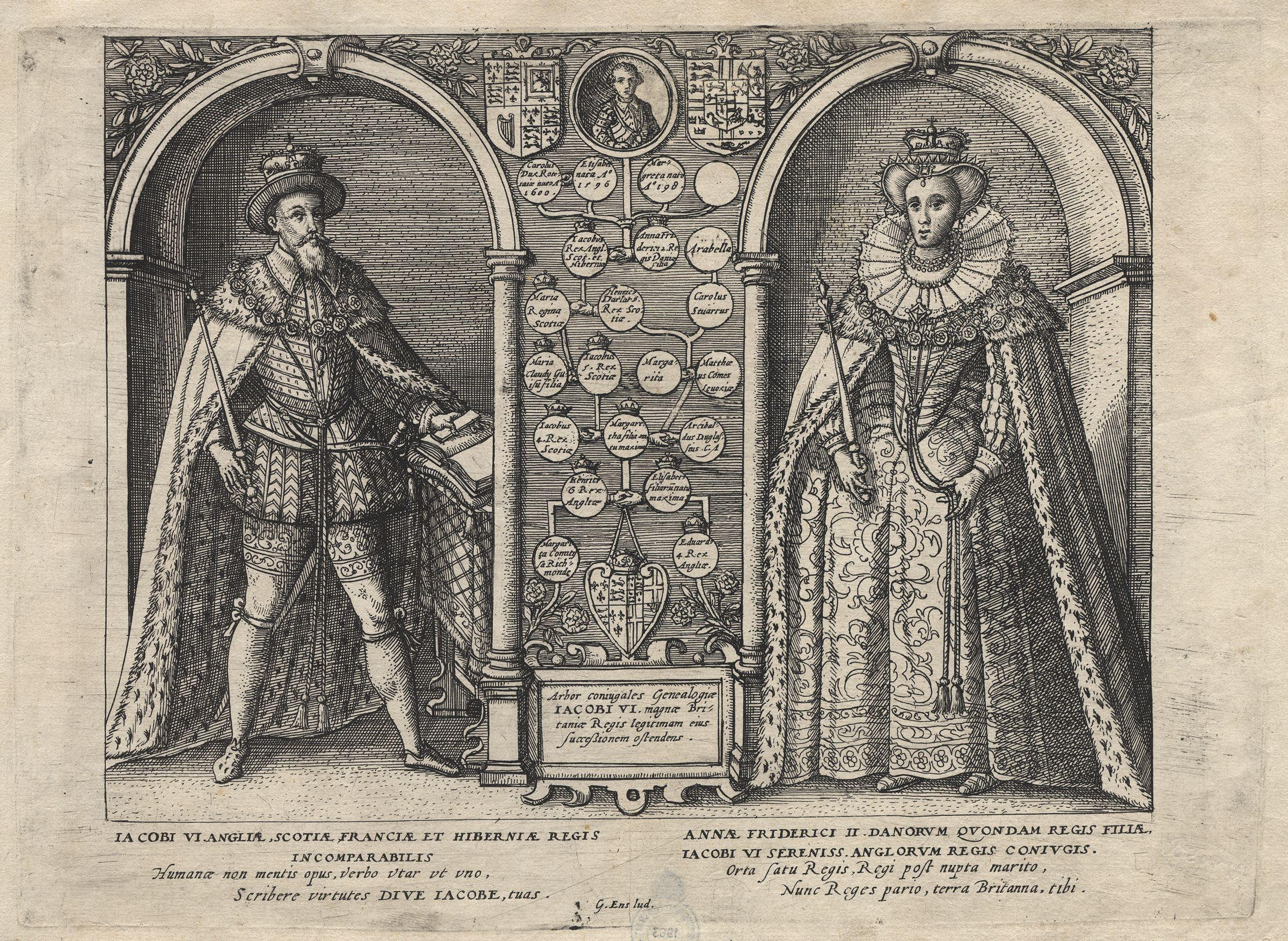
Regele Iacob și regina Ana.

La 20 august 1589, Ana s-a căsătorit prin procură (lipsa mirelui) cu Iacob la Castelul Kronborg; mirele a fost reprezentat de  George Keith, al 5-lea Conte Marischal. Zece zile mai târziu, Ana a plecat spre Scoția dar flota ei a fost copleșită de o serie de peripeții, în cele din urmă fiind forțată să meargă înapoi până la coasta Norvegiei, de unde prințesa a călătorit pe uscat până la Oslo, însoțită de Contele Marischal și de alți membri ai ambasadelor scoțiane și daneze.
Ana și Iacob s-au căsătorit formal la Oslo la 23 noiembrie 1589. La 22 decembrie, Iacob a vizitat noile rude la Castelul Kronborg din Elsinore, unde tinerii căsătoriți au fost întâmpinați de regina Sophie, de regele Christian al IV-lea în vârstă de doisprezece ani și cei patru regenți ai lui Christian.
Cuplul s-a mutat la Copenhaga la 7 martie și a participat la nunta surorii mai mari ai Anei, Elisabeta, cu Henry Julius, Duce de Brunswick. Două zile mai târziu au plecat spre Scoția, unde au ajuns la 1 mai. Ana a fost încoronată la 17 mai 1590, la Holyrood Abbey, prima încoronare protestantă în Scoția.